# Kanton Auxerre-Sud
Kanton Auxerre-Sud (fr. Canton d'Auxerre-Sud) byl francouzský kanton v departementu Yonne v regionu Burgundsko. Skládal se ze tří obcí. Zrušen byl po reformě kantonů 2014.

## Obce kantonu
- Auxerre (jižní část)
- Chevannes
- Vallan